# Тростенюк, Владимир Михайлович
Владимир Михайлович Тростенюк (4 февраля 1954, Сталинабад, Таджикская ССР, СССР) — советский и российский футболист, вратарь.

## Биография
Владимир Тростенюк родился 4 февраля 1954 года в городе Сталинабаде (сейчас таджикистанский город Душанбе). Отец родом из Житомирской области, с матерью жили в Саратовской области. После войны стали жить в Сталинабаде.
Занимался футболом в душанбинской ДЮСШ № 5.
Играл на позиции вратаря. В 1971—1979 годах выступал за «Памир» из Душанбе в первой лиге. В первом сезоне не выходил на поле, в течение восьми других сыграл 125 матчей.
В 1980 году перешёл во львовские «Карпаты», которые тренировал бывший тренер «Памира» Иштван Секеч. Провёл в высшей лиге 6 матчей, пропустил 8 мячей.
В 1981 году перешёл в харьковский «Металлист», но, сыграв 5 матчей на ноль, вернулся в «Памир», за который играл до 1987 года.
В течение карьеры провёл в составе «Памира» 281 матч.
Тренировал детей в Душанбе, женскую сборную Таджикистана.
Выступал на любительском уровне за команды Краснодарского края: «Родину» из Петровской (1991), «Спарту» из Медведовской (1993) и «Кубань» из Петровской (1995).